# Метод гірлянд випадковостей і асоціацій
Метод гірлянд випадковостей і асоціацій - один з методів інженерного творення . Автор методу – Генріх Буш. Він є розвитком методу фокальних об'єктів та допомагає знайти велику кількість підказок для нових ідей шляхом утворення асоціацій. Від методу фокальних об'єктів він відрізняється тим, що дає велике число поєднань фокального об'єкта з випадковими.
Алгоритм цього методу, наведений нижче, визначає такий порядок дій:
-	визначення синонімів об'єкта;
-	довільний вибір випадкових об'єктів (утворення гірлянди зі слів, вибраних навмання);
-	утворення комбінацій з елементів гірлянд синонімів і випадкових об'єктів, тобто кожний синонім поєднують із кожним випадковим об'єктом;
-	складання табличного переліку ознак випадкових об'єктів;
-	генерування ідей шляхом почергового приєднання до технічного об'єкта і його синонімів ознак випадково обраних об'єктів (з таблиці);
-	генерування гірлянд асоціацій (по черзі з ознак випадкових об'єктів, внесених у таблицю на четвертому кроці, генеруються гірлянди вільних асоціацій);
-	генерування нових ідей (до елементів гірлянди синонімів технічного об'єкта по черзі намагаються приєднати елементи гірлянди асоціацій);
-	вибір альтернативи (на цьому кроці вирішують питання: продовжувати генерування гірлянд асоціацій чи їх уже досить для відбору корисних ідей);
-	оцінювання й вибір раціональних варіантів ідей (відкидання явно нераціональних варіантів; відбір найбільш оригінальних сумнівної корисності, які приваблюють несподіванкою; встановлення прийнятних);
-	відбір кращого варіанта з раціональних(здійснюється різними прийомами; досить простим і ефективним є метод експертного оцінювання).